# Ewelina Kamczyk
Ewelina Kamczyk (* 22. Februar 1996 in Wodzisław Śląski) ist eine polnische Fußballspielerin.

## Karriere

### Vereine
Kamczyk begann für den in Krzyżanowice ansässigen Ludowy Klub Sportowy Krzyżanowice mit dem Fußballspielen.
Im Seniorinnenbereich spielte sie zunächst bis zum Saisonende 2013/14 für RTP Unia Racibórz in der Ekstraliga Kobiet, der höchsten Spielklasse im polnischen Frauenfußball. Mit dem am Ende der Hinrunde vollzogenenen Rückzug aus dem Spielbetrieb und somit Letzter im Klassement am Saisonende, verließ sie die Mannschaft. Im Jahr 2014 nach Konin gelangt, spielte sie für Medyk Konin und gewann am Saisonende 2014/15 die Meisterschaft und fügte den Pokalsieg hinzu, nachdem im Finale Górnik Łęczna mit 5:0 bezwungen wurde.
Für diesen Verein spielte sie anschließend bis zum Saisonende 2020/21, gewann dreimal in Folge die Meisterschaft, zweimal den nationalen Vereinspokal und avancierte 2017 mit 29 Toren zur Torschützenkönigin. Nach ihrer sechs Jahre währenden Vereinszugehörigkeit begab sie sich nach Frankreich. Dort spielt sie seit der Saison 2021/22 für den FC Fleury 91 in der Division 1 Féminine, der höchsten Spielklasse im französischen Frauenfußball. In ihren ersten drei Saisonen wurde sie in jeweils allen 22 Saisonspielen eingesetzt; in ihrer Premierensaison ohne Tor geblieben, erzielte sie in den folgenden beiden jeweils acht Tore.

### Nationalmannschaft
Nachdem Kamczyk für die Nachwuchsnationalmannschaften des PZPN der Altersklassen U17 und U19 in drei Jahren insgesamt 16 Länderspiele (acht U17- und sechs U19-EM-Qualifikations- und zwei U17-EM-Endrundenspiele) bestritten und für die U17-Nationalmannschaft am 28. Juni 2013 mit ihrem 1:0-Siegtor in der 15. Minute im Finale der Europameisterschaft 2013 über die U17-Nationalmannschaft Schwedens für den Titelgewinn ihrer Mannschaft entscheidend beigetragen hatte, debütierte sie am 8. Mai 2014 in Toftir beim 3:0-Sieg über die Nationalmannschaft Färöers im sechsten Spiel der WM-Qualifikationsgruppe 4 in der A-Nationalmannschaft. In den letzten beiden WM-Qualifikationsspielen (4:0 vs. Nordirland am 13. September 2014 in Toruń, 3:1 vs. Bosnien-Herzegowina am 17. September 2014 in Włocławek) wurde sie ebenfalls eingesetzt und erzielte im letzten mit dem Treffer zum 3:0 in der 33. Minute sogleich ihr erstes A-Länderspieltor.
Zu ihren weiteren Länderspielen zählen u. a. 13 WM-Qualifikationsspiele (8/2 2019, 5/0 2021), 20 EM-Qualifikationsspiele (7/0 2015 und 2016, 4/0 2019–2021, 9/1 2024), 5 Nations-League-Spiele (2023), 10 Turnierspiele (4/1 Zypern-Cup 2016, 3/0 Algarve-Cup 2019, 3/0 Pinatar-Cup 2022), 7 Freundschaftsspiele. Im Finale um den Zypern-Cup 2016 erzielte sie bei der 1:2-Niederlage gegen die Nationalmannschaft Österreichs mit dem 1:1 in der 23. Minute das einzige Tor ihrer Mannschaft.

## Erfolge
Nationalmannschaft
- Zypern-Cup-Finalist 2016
- Istrien-Cup-Sieger 2015
- U17-Europameister 2013

Górnik Łęczna
- Polnischer Meister 2018, 2019, 2020
- Polnischer Pokalsieger 2018, 2020
- Torschützenkönigin 2017 (mit 29 Toren)

Medyk Konin
- Polnischer Meister 2015
- Polnischer Pokalsieger 2015